# Ny kronologi
Ny kronologi är en konspirationsteori om historieskrivning som hävdar att den allmänt accepterade historiska kronologin är felaktig. Den företräds idag[när?] främst av den ryske matematikern Anatolij Fomenko som hävdar att de urkunder som tillskrivs komma från antiken och medeltiden istället är efterhandskonstruktioner från senare århundraden. I Fomenkos mening finns det ingen pålitlig historia som kan dateras till innan 1000-talet. Den kunskap vi hittills känner om tidigare epoker är istället diverse sentida krönikeförfattares uppdiktningar.
Majoriteten av anhängarna till tesen är, liksom Fomenko, ryssar. De menar exempelvis att Jesus föddes 1152 e.Kr. på Krimhalvön, och dog i början av 1185 e.Kr. i Turkiet. I denna tolkning var Jesus en rysk storfurste och teorin utmynnar i ett resonemang om att det en gång funnits ett enormt rysk-turkiskt imperium i Eurasien.
Den nya kronologin anses av majoriteten av den akademiska världens historiker vara pseudovetenskap – en konstruktion av rysk nationalism – och har haft litet genomslag utanför Ryssland.